# U3 (Neurenberg)
De metrolijn U3 is een metrolijn in de Duitse stad Neurenberg. De lijn werd geopend op 14 juni 2008 en is daarmee de jongste metrolijn in Neurenberg. De metrostellen op deze lijn rijden volautomatisch, zonder bestuurder. In 2008 gebeurde er een dodelijk ongeval met als gevolg één dode. De begin- en eindstations zijn Nordwestring en Gustav-Adolf-Straße.

## Stations

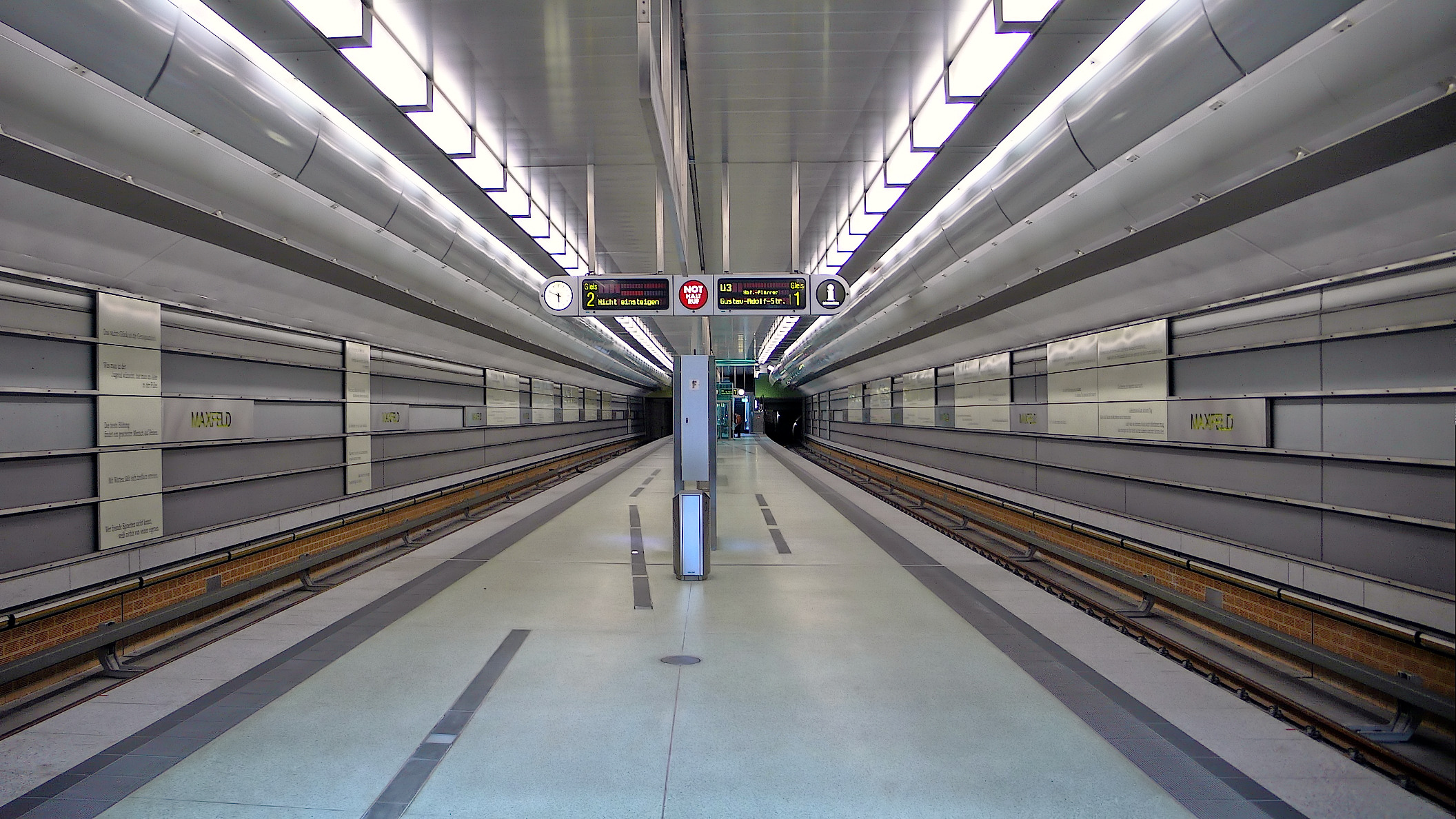
Station Maxfeld

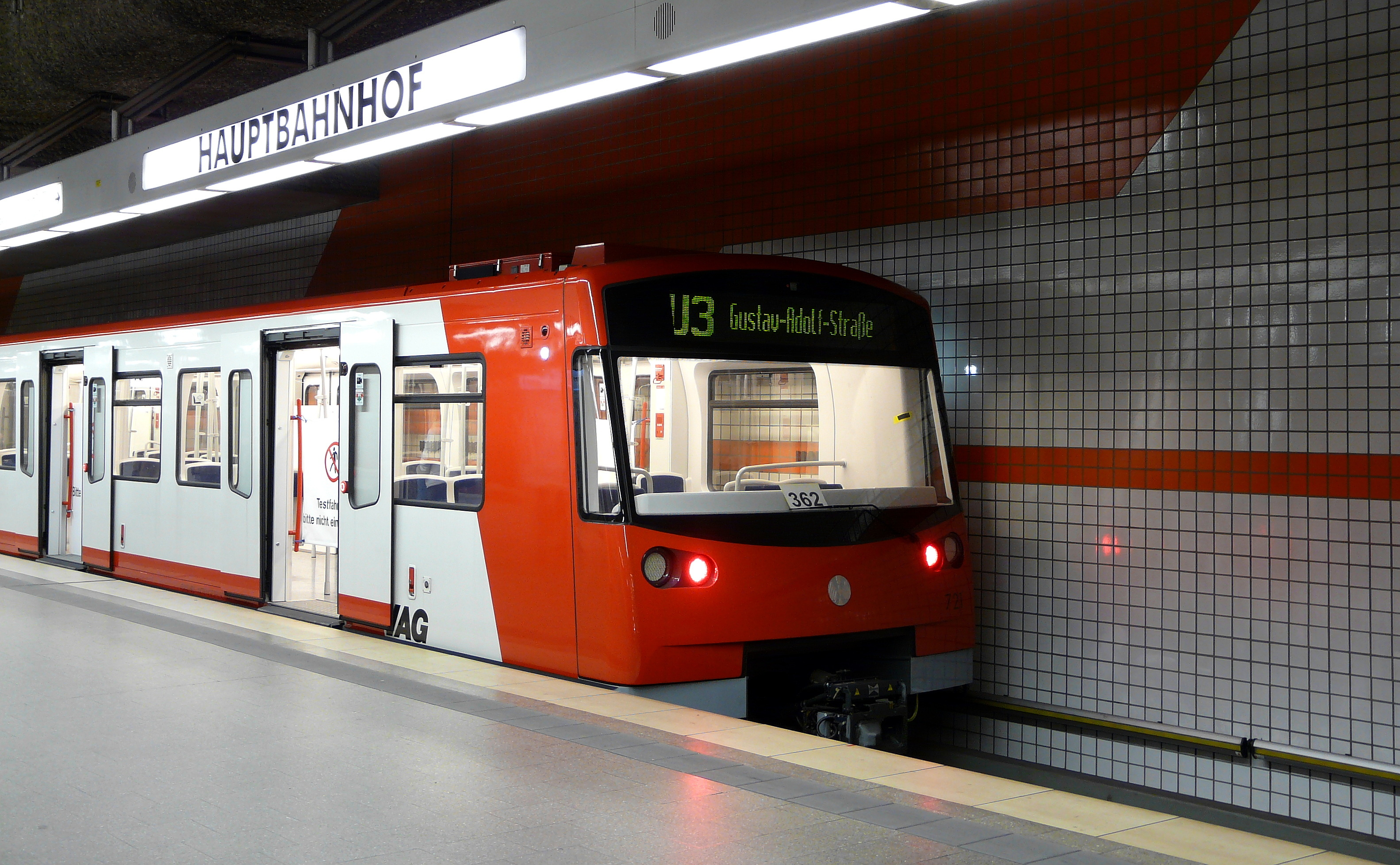
Volautomatische metrotrein op station Hauptbahnhof

| Station                 | Overstappunt      | Foto * | Type                         | Geopend           | Ligging                       | Wijk                    |
| ----------------------- | ----------------- | ------ | ---------------------------- | ----------------- | ----------------------------- | ----------------------- |
| Nordwestring            |                   | 1040 ! | kuip                         | 22 mei 2017       | 49° 27′ 57″ NB, 11° 3′ 18″ OL | St. Johannis            |
| Klinikum Nord           |                   | 1030 ! | kuip                         | 22 mei 2017       | 49° 27′ 50″ NB, 11° 3′ 53″ OL | St. Johannis            |
| Friedrich-Ebert-Platz   |                   | 1020 ! | kuip                         | 10 december 2011  | 49° 27′ 45″ NB, 11° 4′ 16″ OL | St. Johannis            |
| Kaulbachplatz           |                   | 1010 ! | kuip                         | 10 december 2011  | 49° 27′ 48″ NB, 11° 4′ 43″ OL | Gärten hinter der Veste |
| Maxfeld                 |                   | 1000 ! | kuip                         | 14 juni 2008      | 49° 27′ 48″ NB, 11° 5′ 6″ OL  | Gärten hinter der Veste |
| Rathenauplatz           |                   | 810 !  | kuip                         | 29 september 1990 | 49° 27′ 25″ NB, 11° 5′ 22″ OL | Gärten bei Wöhrd        |
| Wöhrder Wiese           |                   | 800 !  | kuip                         | 29 september 1990 | 49° 27′ 9″ NB, 11° 5′ 13″ OL  | Gleißbühl               |
| Hauptbahnhof            | S1 , S2 , S3 , DB | 540 !  | ondiep gelegen zuilenstation | 28 januari 1978   | 49° 26′ 49″ NB, 11° 4′ 54″ OL | Tafelhof                |
| Opernhaus               |                   | 510 !  | ondiep gelegen zuilenstation | 24 september 1988 | 49° 26′ 48″ NB, 11° 4′ 30″ OL | Tafelhof                |
| Plärrer                 |                   | 500 !  | ondiep gelegen zuilenstation | 20 september 1980 | 49° 26′ 54″ NB, 11° 3′ 55″ OL | Gostenhof               |
| Rothenburger Straße     |                   | 440 !  | dubbelgewelfdstation         | 28 januari 1984   | 49° 26′ 40″ NB, 11° 3′ 19″ OL | Gostenhof               |
| Sündersbühl             |                   | 430 !  | kuip                         | 14 juni 2008      | 49° 26′ 30″ NB, 11° 2′ 37″ OL | Sündersbühl             |
| Gustav-Adolf-Straße     |                   | 420 !  | kuip                         | 14 juni 2008      | 49° 26′ 21″ NB, 11° 2′ 11″ OL | Sündersbühl             |
| Großreuth bei Schweinau |                   | 410 !  | kuip                         | 15 oktober 2020   | 49° 26′ 22″ NB, 11° 1′ 28″ OL | Großreuth bei Schweinau |

- De sorteerwaarde van de foto is de ligging langs de lijn

## Openingsdata
- 28 januari 1984: Plärrer ↔ Rothenburger Straße
- 23 september 1988: Plärrer ↔ Hauptbahnhof
- 24 september 1990: Hauptbahnhof ↔ Rathenauplatz
- 14 juni 2008: Gustav-Adolf-Straße ↔ Rothenburger Straße (opening van de aparte lijn U3)
- 14 juni 2008: Rathenauplatz ↔ Maxfeld
- 10 december 2011: Maxfeld ↔ Friedrich-Ebert-Platz
- 22 mei 2017: Friedrich-Ebert-Platz ↔ Nordwestring
- 15 oktober 2020: Gustav-Adolf-Straße ↔ Großreuth bei Schweinau